# Bolesław Müller

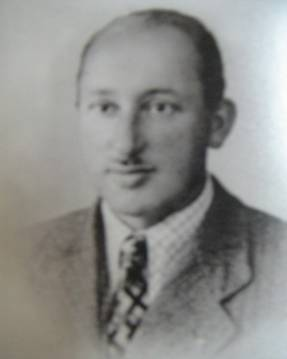
Bolesław Müller

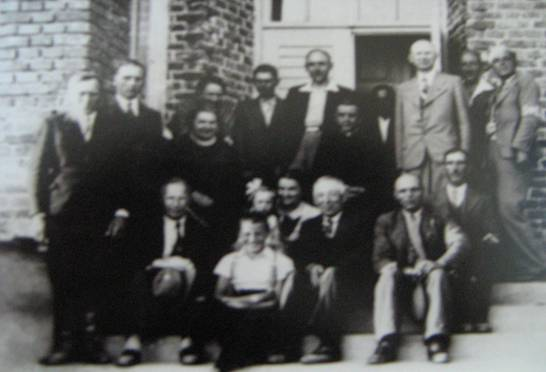
Otwarcie nowej szkoły w 1936 roku. (B. Müller drugi z prawej strony w ostatnim rzędzie. Chłopiec z przodu to jego syn, za nim żona Zofia z córką Jadwigą)

Bolesław Szymon Müller (ur. 28 października 1897 w Podwołoczyskach, zm. w kwietniu 1940 w Charkowie) – polski nauczyciel, działacz społeczny, porucznik piechoty rezerwy Wojska Polskiego, ofiara zbrodni katyńskiej.

## Życiorys
Syn Jana i Anny z Chechłowskich. Był odznaczony Odznaką Pamiątkową Więźniów Ideowych.
W 1920 ukończył I Gimnazjum w Tarnopolu, a później odbył jednoroczną służbę wojskową w batalionie Podchorążych Rezerwy Piechoty nr 7A w Jarocinie. Na stopień podporucznika został mianowany ze starszeństwem z 1 września 1932 i 331 lokatą w korpusie oficerów rezerwy piechoty. W 1934 posiadał przydział w rezerwie do 2 pułku strzelców podhalańskich w Sanoku, w którym wcześniej odbywał ćwiczenia jako dowódca plutonu.
W latach trzydziestych został oddelegowany do pracy w Łukawcu jako nauczyciel. Dzięki jego zaangażowaniu została tu wybudowana cegielnia oraz nowa szkoła, której stał się kierownikiem. Był animatorem życia społecznego w Łukawcu, wiceprezesem Powiatowego Towarzystwa Rolniczego. Z jego inicjatywy powstała pierwsza w powiecie hodowla jedwabników.
W 1939 został zmobilizowany do 39 pułku piechoty w Jarosławiu. Po agresji ZSRR na Polskę dostał się do niewoli sowieckiej, najpierw przebywał w obozie w Równem, a następnie w Starobielsku. Wiosną 1940 – w wieku 43 lat – został zamordowany przez funkcjonariuszy NKWD w Charkowie i pogrzebany w bezimiennej zbiorowej mogile w Piatichatkach, gdzie od 17 czerwca 2000 mieści się oficjalnie Cmentarz Ofiar Totalitaryzmu w Charkowie. Figuruje na Liście Starobielskiej NKWD pod poz. 2068.

Zostawił w Łukawcu żonę Zofię z trojgiem dzieci, Tadeuszem (1923-1944), Jadwigą i Renatą. Pisał kilkakrotnie do rodziny, ostatnia pocztówka z 6 kwietnia 1940 zawierała wiadomość: „wyjeżdżamy dzisiaj z obozu, dokąd nie wiemy. Nie pisz, a otrzymasz dokładny nowy adres”. Dotarła do Łukawca i tu została przeadresowana na Kazachstan, bowiem Zofia Müllerowa pełniąca obowiązki nauczycielki w Łukawcu, w nocy z 13 na 14 kwietnia została wraz z trojgiem dzieci wywieziona do Kazachstanu. Tam spędziła 5 lat. Najstarszy syn Tadeusz wstąpił do Armii Andersa i zginął w kampanii włoskiej. Córka Renata Müller zachorowała na tyfus i zmarła. Zofia Müller wróciła w lipcu 1945 z 10-letnią córką Jadwigą.
5 października 2007 minister obrony narodowej Aleksander Szczygło mianował go pośmiertnie na stopień kapitana. Awans został ogłoszony 9 listopada 2007 w Warszawie, w trakcie uroczystości „Katyń Pamiętamy – Uczcijmy Pamięć Bohaterów”.

## Upamiętnienie
Dąb pamięci poświęcony kapitanowi Bolesławowi Müllerowi został posadzony 30 września 2009 przed budynkiem Szkoły Podstawowej im. Bohaterów Września 1939 r. w Zespole Szkół Publicznych w Łukawcu (k. Lubaczowa). Opiekę nad dębem sprawują uczniowie szkoły. 
25 września 2018 na 100-lecie odzyskania niepodległości przez Polskę odbyła się uroczystość nadania sztandaru i imienia Bolesława Müllera 25. Drużynie Harcerskiej w Łukawcu.
Ku jego pamięci wmurowano tablicę pamiątkową na cmentarzu komunalnym w Lubaczowie oraz tablicę w Szkole Podstawowej w Łukawcu o treści „Budowniczemu i Kierownikowi Szkoły Podstawowej w Łukawcu w okresie II Rzeczypospolitej Bolesławowi Müllerowi, więźniowi Starobielska”.